# Хрущёвка (Лебедянский район)
Хрущёвка — деревня в Лебедянском районе Липецкой области, входит в состав Яблоневского сельсовета.

## География
Расположена на левом и правом берегах реки Птань, в двух километрах от деревни протекает река Красивая меча.
Деревня находится в 35 километрах от райцентра Лебедянь и в 95 километрах от областного центра Липецка.
Через Хрущёвку проходит автомобильная дорога районного значения с грунтовым покрытием Лебедянь—Воскресенское. На участке дороги Хрущёвка—Воскресенское из-за отсутствия твёрдого покрытия в зимнее время года проезд невозможен, в дождливое время — затруднён.

## Население
| 2010 |
| ---- |
| 7    |

## Климат
Климат умеренного пояса (атлантико-континентальный) с умеренно холодной зимой и тёплым летом. Средняя температура января −5,2 °C. Средняя температура июля +20,3 °C.

## Мобильная связь
Единственный доступный в деревне оператор мобильной связи — «МегаФон». Приём радиоволн слабый.